# Hassan Djamous
Hassan Djamous (arabisch حسن جاموس; * ca. 1957, getötet im April 1989) war ein tschadischer Militärkommandeur und Oberbefehlshaber der Streitkräfte des Tschad im Toyota-Krieg.

## Leben
Hassan Djamous war ein Cousin von Idriss Déby, dem späteren Präsidenten des Tschad. Sie gehörten der Volksgruppe der Zaghawa an.
Hassan Djamous kämpfte während des Libysch-Tschadischen Grenzkrieges.
Im Toyota-Krieg war der dreißigjährige Djamous Oberbefehlshaber der Forces Armées Nationales Tchadiennes (FANT). Präsident Hissène Habré wählte als erstes Ziel für die Rückeroberung des durch libysche Truppen besetzten nördlichen Tschad die gut befestigte libysche Kommunikationsbasis Fada. Sie wurde von 2.000 Libyern und einem Großteil der Milizen des Demokratischen Revolutionsrats (CDR), Gaddafis engsten tschadischen Verbündeten, verteidigt und war mit Panzern und Artillerie gut ausgerüstet. Hassan Djamous stellte etwa 4.000–5.000 Mann gegen die libysche Garnison von Fada auf. Djamous nutzte die überlegene Geländekenntnis seiner Armee, zu der offenbar auch unbekannte Zugänge zum Stützpunkt gehörten, und vermied einen Frontalangriff. Er nutzte die hohe Mobilität seiner Truppen, um die libyschen Stellungen zu umzingeln und dann seine Truppen zu entfesseln, die die verteidigende Garnison zerstörten. Bei der Schlacht von Fada, am 2. Januar 1987 wurden 784 Libyer getötet und 100 Panzer zerstört, während nur 50 FANT-Soldaten starben.
Nach den Siegen bei Fada und Faya-Largeau, marschierten die tschadischen Truppen von Hassan Djamous auf den wichtigsten libyschen Stützpunkt im Tschad, Wadi Dum. In dem von Minenfeldern umgebenen Standort hatten sich 5.000 gut ausgerüstete Soldaten verschanzt, die das Gros der noch im Tschad befindlichen libyschen Armeeteile stellten. Ein letzter Versuch zur Eroberung des südöstlich gelegenen Stadt Fada durch die Libyer endete mit der Vernichtung der beiden ausgeschickten Kolonnen, am 19. und am 20. März. Im Gegenstoß überrannten die Tschader die libysche Basis von Wadi Dum: Trotz eigener zahlenmäßiger Unterlegenheit stürmten tschadische Truppen am 22. März 1987 die Garnison. Während der Schlacht um Wadi Dum fielen 1269 Libyer, weitere 429 gerieten in Gefangenschaft, darunter der Stützpunktkommandant und spätere Feldmarschall, Oberst Chalifa Haftar.
Angesichts der entscheidenden Rolle libyscher Luftangriffe kam Habré zu dem Schluss, dass Libyens größter Vorteil in seiner Fähigkeit zu endlosen Luftangriffen lag. Um diese Bedrohung zu beseitigen, befahl Habré Djamous, mit 2.000 Soldaten den wichtigsten libyschen Luftwaffenstützpunkt im Süden Libyens, Maaten al-Sarra, 96 Kilometer nördlich der tschadisch-libyschen Grenze, zu zerstören. Djamous' Truppen folgten sorgfältig den Wadis, um sich nicht zu exponieren. Sie nutzten zudem die nachlässigen libyschen Patrouillen und Sicherheitskräfte aus, um die Garnison des Luftwaffenstützpunkts und seine Verteidiger zu überraschen. Um die Libyer zu verwirren, marschierten die FANT-Truppen zunächst nordnordwestlich auf libyschem Gebiet vor, wandten sich dann nach Osten und marschierten in Maaten al-Sarra ein. Am 5. September 1987 besiegte Djamous die Libyer in der Schlacht um Maaten al-Sarra.
In der Nacht vom 1. auf den 2. April 1989 floh Hassan Djamous, der von Präsident Hissène Habré verdächtigt wurde seinen Sturz zu planen, aus N’Djamena in den Osten. Dort wollte er mit sudanesischer Unterstützung eine bewaffnete Gruppe gründen. Andere Mitglieder seiner Familie, allen voran Idriss Déby und Brahim Mahamat Itno, der damalige Innenminister, die derselben ethnischen Gruppe der Zaghawa angehörte, wurden von Hissène Habré ebenfalls verdächtigt. Am 12. April 1989 wurde die Gruppe nach einer zermürbenden Verfolgungsjagd auf sudanesischem Gebiet von den tschadischen Streitkräften gefasst. Nur Idriss Déby gelang die Flucht. Djamous wurde verwundet, gefangen genommen und nach N’Djamena zurückgebracht. Anschließend wurde er ermordet. Déby konnte in den Sudan fliehen, wo er innerhalb weniger Wochen eine neue Rebellenarmee aufbaute. Mit dieser nahm er im Dezember 1990 N’Djamena ein und wurde Präsident des Tschad.

## Djamous Kriegführung
Laut dem Militäranalysten Kenneth M. Pollack war Djamous ein fähiger Kommandant, dessen Beherrschung der Bewegungskriegsführung ihm Vergleiche mit dem deutschen General Erwin Rommel aus dem Zweiten Weltkrieg einbrachte.
Der Flughafen N’Djamena trägt den Namen von Hassan Djamous.